# 平川敦
平川 敦（ひらかわ おさむ、1971年4月6日 - ）は、北海道根室市出身の高校野球指導者、元アマチュア野球選手。

## 経歴
北海高等学校では投手として1989年夏の第71回全国高等学校野球選手権大会に出場した。
高校卒業後は北海学園大学へ進学したが、「選手としては上を目指せない」として、野球部には所属しなかった。在学中の1990年に母校の北海でコーチを務めた後、3年間の百貨店勤務を経て、1998年より北海の監督に就任した。
2016年夏の第98回全国高等学校野球選手権大会では、初戦（2回戦）でアドゥワ誠擁する松山聖陵にサヨナラ勝ちし、監督として夏の甲子園大会初勝利となった。同大会では決勝まで勝ち進んだが、今井達也、入江大生らを擁する作新学院に敗れ、準優勝となった。

## 甲子園での成績
- 春：出場3回・2勝3敗・勝率.400
- 夏：出場8回・6勝8敗・勝率.429・準優勝1回
- 通算：出場11回・8勝11敗・勝率.421・準優勝1回

## 主な教え子
- 瀬川隼郎
- 鍵谷陽平
- 川越誠司
- 佐藤龍世
- 戸川大輔
- 阪口皓亮
- 鈴木大和
- 川村友斗
- 大窪士夢
- 木村大成
- 大津綾也